# Klawdija Wassiljewna Toptschijewa
Klawdija Wassiljewna Toptschijewa (russisch Клавдия Васильевна Топчиева; * 3. Märzjul. / 16. März 1911greg. in der Staniza Taubewskaja; † 31. Oktober 1984 in Moskau) war eine sowjetische Physikochemikerin und Hochschullehrerin.

## Leben
Toptschijewa stammte aus einer Arbeiterfamilie. Sie begann 1929 das  Studium an der Universität Moskau (MGU) in der Chemie-Fakultät (Abschluss 1934). Es folgte die Aspirantur mit der Arbeit im Laboratorium für Kinetik und Katalyse. Daneben spielte sie Volleyball und wurde eine der besten Spielerinnen des Landes, sodass sie später im ZSKA und anderen Klubs spielte und an Meisterschaften teilnahm.
Ihre Dissertation über den Zusammenhang zwischen Verteilungskoeffizienten und der Oberflächenspannung von Grenzflächen verbundener Schichten und den elektrochemischen Eigenschaften verteidigte Toptschijewa 1937 mit Erfolg für die Promotion zur Kandidatin der chemischen Wissenschaften. Während des Deutsch-Sowjetischen Kriegs führte sie Arbeiten zur Gewinnung neuer frostsicherer Synthesekautschuk-Arten durch.
Ab 1952 leitete Toptschijewa das Laboratorium für Kinetik und Katalyse der Chemie-Fakultät der MGU.  Sie verteidigte 1953 ihre Doktor-Dissertation über  die katalytischen Eigenschaften der Aluminium-Silikate mit Erfolg für die Promotion zur Doktorin der chemischen Wissenschaften. 1954 folgte die Ernennung zur Professorin des Lehrstuhls für Physikalische Chemie. Als Nachfolgerin Alexandra Nowossjolowas war Toptschijewa 1956–1960 Dekanin der Chemie-Fakultät der MGU.
Toptschijewas Forschungsschwerpunkt war der Zusammenhang zwischen dem Aufbau und der katalytischen Aktivität der Zeolithe, die in den Prozessen der Erdölverarbeitung eingesetzt wurden. Sie führte mit ihrer wissenschaftlichen Schule grundlegende Untersuchungen der aktiven Zentren der Aluminium-Silikat-Katalysatoren durch. Methoden zur Veränderung der Zeolith-Struktur zur Erhöhung der katalytischen Aktivität wurden entwickelt. Sie betreute 40 Kandidat-Dissertationen und 4 Doktor-Dissertationen. Sie war Mitglied des Rats für Katalyse der Akademie der Wissenschaften der UdSSR und des Staatskomitees für Wissenschaft und Technik des Ministerrats der USSR. Sie beteiligte sich an der Reform des höheren Bildungswesens in Kuba.

## Ehrungen, Preise
- Leninorden[2]
- Orden des Roten Banners der Arbeit[2]
- Lomonossow-Preis der MGU (1976)[2]